# Projet de Réseau Express Régional de Rabat-Salé-Kenitra
Pour l’article homonyme, voir Bouregreg.
Le RER de Rabat-Salé-Kénitra  est un projet constitué d'un futur réseau ferroviaire de transport en commun constitué d'une ligne et desservant les gares de Rabat et son agglomération.

## Contexte
En marge de la Coupe du Monde 2030, le RER est un projet ferroviaire lancé par la région de Rabat-Salé-Kénitra en 2023 en parallèle du projet de la future LGV reliant Kénitra à Marrakech de l'ONCF. Le RER aura pour objectif de faciliter le transport urbain avec un total de 41 millions à 53 millions de passagers. 

## Caractéristiques
Constitué d'une seule ligne, le futur RER reliera la ville de Kénitra à Skhirat en passant par Salé, Rabat, Témara et Aïn Attig utilisera les voies ferroviaires existantes. Le RER prévoit un service quotidien d'une fréquence de 15 minutes.

## Gares
|  |   |  | Gare           | Commune        | Correspondances         |
|  | - |  | -------------- | -------------- | ----------------------- |
|  | o |  | Kénitra        | Kénitra        | Al Boraq, Al Atlas, TNR |
|  | o |  | Sidi Taïbi     | Sidi Taïbi     |                         |
|  | o |  | Sidi Bouknadel | Sidi Bouknadel |                         |
|  | o |  | Sidi Abdellah  | Salé           |                         |
|  | o |  | Salé-Tabriquet | Salé           | Al Atlas, TNR           |
|  | o |  | Salé-Ville     | Salé           | Al Atlas, TNR, L1       |
|  | o |  | Rabat-Ville    | Rabat          | Al Atlas, TNR, L1       |
|  | o |  | Rabat-Agdal    | Rabat          | Al Boraq, Al Atlas, TNR |
|  | o |  | Hay Riad       | Rabat          |                         |
|  | o |  | Témara         | Témara         | TNR                     |
|  | o |  | Aïn Attig      | Aïn Attig      |                         |
|  | o |  | Skhirat        | Skhirat        | TNR                     |

## Matériel roulant
Le matériel roulant du futur RER de Rabat-Salé-Kénitra sera issue du projet d'acquisition de nouvelles automotrices d'un total de 168 ainsi de son écosystème industriel ferroviaire de l'ONCF. Parmi ces 168 trains figure 110 dédié au transport type métropolitain pour un total de 60 automotrices. La seule différence se situe au niveau de la configuration qui sera monoclasse pour les réseaux express régionaux dont celui de Rabat. A l'issue d'un dialogue compétitif, c'est finalement l'entreprise Hyundai Rotem qui a remporté le contrat. 